# Shane Lynch

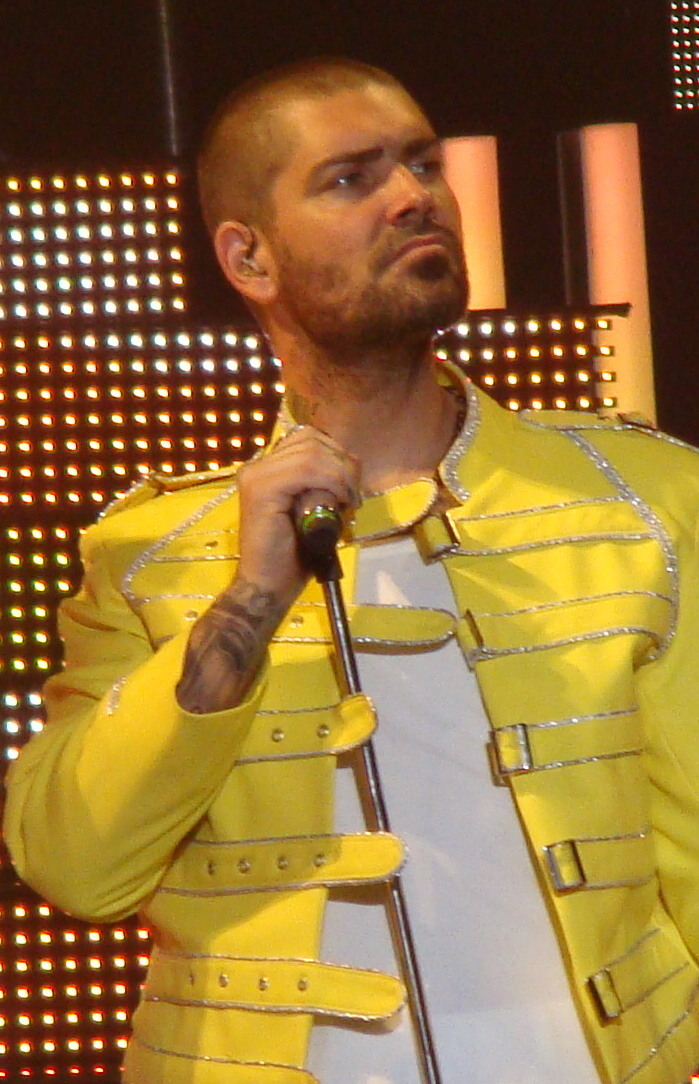
Shane Lynch, 2009

Shane Eamonn Mark Stephen Lynch (* 3. Juli 1976 in Dublin) ist ein irischer Sänger.
Lynch war 1993 Gründungsmitglied der irischen Erfolgsband Boyzone. Mit dieser Band feierte er 1998 seinen größten Hit No Matter What (aus dem Musical Whistle Down the Wind von Andrew Lloyd Webber). Im Jahr 2000 trennte sich die Band und Lynch startete eine erfolgreiche Karriere als Autorennfahrer und Rapper bei der Band RedHill. Lynch plant eine Solokarriere als Sänger.
Im März 1998 heiratete er Easther Bennett, von 1993 bis 1999 Sängerin bei Eternal. Sie trennten sich 2000. 2007 heiratete er die Sängerin Sheena. 2008 bekamen die beiden eine gemeinsame Tochter.